# Baltistan Peak
Baltistan Peak lub K6 – szczyt w grupie Masherbrum Range, części Karakorum. K6 jest najwyższym szczytem w rejonie lodowca Charakusa. Przez ten lodowiec można dotrzeć do północnej ściany K6.
Pierwsze wejście miało miejsce w 1970. Autorami są członkowie austriackiej ekspedycji: von der Hecken, G. Haberl, E. Koblmüller, G. Pressl.
28 lipca 2013 Rafał Sławiński i Ian Welsted dokonali pierwszego w historii wejścia na niższy wierzchołek masywu – K6 West (7040 m n.p.m.).